# CAF Champions League 2010
La CAF Champions League 2010 è la 46ª edizione della massima competizione per squadre di club in Africa, la 14ª che si svolge con il formato attuale.

La squadra campione in carica è l'TP Mazembe, vincitrice dell'edizione 2009.

## Turno preliminare
L'andata del turno preliminare è stata disputata dal 12 al 14 febbraio 2010, le gare di ritorno si svolgeranno dal 26 al 28 febbraio 2010.
| Squadra 1                 | Totale     | Squadra 2                    | Andata | Ritorno |
| ------------------------- | ---------- | ---------------------------- | ------ | ------- |
| APR fc                    | 3 - 2      | Libolo                       | 2 - 2  | 1 - 0   |
| Djoliba                   | 1 - 0      | Ahly Benghazi                | 1 - 0  | 0 - 0   |
| ASC Linguère              | 6 - 2      | Asante Kotoko                | 2 - 0  | 4 - 2   |
| Sofapaka Football Club    | 0 - 2      | Ismaily                      | 0 - 0  | 0 - 2   |
| USS Tamponnaise           | 5 - 2      | Ajesaia                      | 2 - 1  | 3 - 1   |
| Benin                     | Ritiro     | Africa Sports                |        |         |
| Fello Star de Labé        | 2 - 4      | Raja                         | 1 - 3  | 1 - 1   |
| Club Deportivo Elá Nguema | 3 - 9      | Atlético Petróleos de Luanda | 2 - 3  | 1 - 6   |
| Sahel SC                  | 2 - 2 (gf) | Club Africain                | 2 - 1  | 0 - 1   |
| Armed Forces              | 1 - 5      | JSK                          | 1 - 2  | 0 - 3   |
| Gazelle FC                | 3 - 2      | Bayelsa Utd                  | 1 - 0  | 2 - 2   |
| Saint Georges             | 2 - 4      | Al-Merreikh Sporting Club    | 1 - 1  | 1 - 3   |
| East End Lions F.C.       | 4 - 5      | Espérance Sportive de Tunis  | 2 - 2  | 2 - 3   |
| AS Stade Mandji           | 1 - 6      | ASFA-Yennega                 | 0 - 2  | 1 - 4   |
| La Passe FC               | 2 - 3      | Curepipe Starlight           | 1 - 0  | 1 - 3   |
| Gaborone Utd              | 2 - 2 (gf) | Orlando Pirates              | 0 - 0  | 2 - 2   |
| Young Africans FC         | 2 - 4      | FC St. Eloi Lupopo           | 2 - 3  | 0 - 1   |
| Mafunzo FC                | 1 - 6      | Gunners Football Club        | 1 - 2  | 0 - 4   |
| AS Tempête MOCAF          | 1 - 8      | Al Ittihad                   | 1 - 2  | 0 – 6   |
| Balantas Mansoa           | 0 - 3      | Difaa Hassani Jdidi          | 0 - 0  | 0 - 3   |
| Uganda Revenue Authority  | 1 - 4      | Zanaco FC                    | 1 - 0  | 0 - 4   |
| São Tomé                  | Ritiro     | US Douala                    |        |         |
| Diables Noirs             | 3 - 4      | E.S. Setif                   | 3 - 2  | 0 - 2   |
| Vital'O                   | 5 - 7      | Tiko United                  | 2 - 2  | 3 - 5   |
| Mbabane Swallows          | 3 - 5      | Supersport United            | 1 - 3  | 2 - 2   |
| Mitsamiouli               | 4 - 9      | Ferroviario de Maputo        | 3 - 5  | 1 - 4   |

## Primo turno
Le gare di andata si sono disputate dal 19 al 21 marzo 2010, quelle di ritorno dal 2 al 4 aprile 2010.
| Squadra 1                   | Totale     | Squadra 2                    | Andata | Ritorno |
| --------------------------- | ---------- | ---------------------------- | ------ | ------- |
| APR fc                      | 1 - 2      | TP Mazembe                   | 1 - 0  | 0 - 2   |
| Djoliba                     | 5 - 3      | ASC Linguère                 | 1 - 0  | 4 - 3   |
| Ismaily                     | 3 - 2      | USS Tamponnaise              | 3 - 1  | 0 - 1   |
| Africa Sports               | 1 - 4      | Al-Hilal                     | 0 - 0  | 1 - 4   |
| Raja                        | 1 - 2      | Atlético Petróleos de Luanda | 1 - 1  | 0 - 1   |
| Club Africain               | 1 - 2      | JSK                          | 1 - 1  | 0 - 1   |
| gazelle fc                  | 1 - 3      | Al-Merreikh Sporting Club    | 1 - 1  | 0 - 2   |
| Espérance Sportive de Tunis | 7 - 1      | ASFA-Yennega                 | 4 - 0  | 3 - 1   |
| Curepipe Starlight          | 0 - 6      | Gaborone Utd                 | 0 - 3  | 0 - 3   |
| FC St. Eloi Lupopo          | 0 - 2      | Dynamos                      | 0 - 1  | 0 - 1   |
| Gunners Football Club       | 1 - 2      | Al-Ahly                      | 1 - 0  | 0 - 2   |
| Al Ittihad                  | 5 - 4      | Difaa Hassani Jdidi          | 1 - 1  | 4 - 3   |
| Zanaco FC                   | 2 - 1      | ASEC Mimosas                 | 1 - 0  | 1 - 1   |
| US Douala                   | 0 - 7      | E.S. Setif                   | 0 - 2  | 0 - 5   |
| Tiko United                 | 3 - 3 (gf) | Heartland F.C.               | 2 - 2  | 1 - 1   |
| Supersport United           | 3 - 2      | Ferroviario de Maputo        | 3 - 0  | 0 - 2   |

## Secondo turno
Le gare di andata si sono svolte tra il 23 e il 25 aprile 2010, quelle di ritorno dal 7 al 9 maggio 2010.
| Squadra 1                    | Totale | Squadra 2                   | Andata | Ritorno |
| ---------------------------- | ------ | --------------------------- | ------ | ------- |
| TP Mazembe                   | 4 - 0  | Djoliba                     | 1 - 0  | 3 - 0   |
| Ismaily                      | 4 - 1  | Al-Hilal                    | 1 - 0  | 3 - 1   |
| Atlético Petróleos de Luanda | 2 - 3  | JSK                         | 0 - 2  | 2 - 1   |
| Al-Merreikh Sporting Club    | 1 - 4  | Espérance Sportive de Tunis | 0 - 3  | 1 - 1   |
| Gaborone Utd                 | 2 - 4  | Dynamos                     | 1 - 4  | 1 - 0   |
| Al-Ahly                      | 3 - 2  | Al Ittihad                  | 0 - 2  | 3 - 0   |
| Zanaco FC                    | 2 - 3  | E.S. Setif                  | 0 - 1  | 2 - 2   |
| Heartland F.C.               | 4 - 2  | Supersport United           | 1 - 1  | 3 - 1   |

Le squadre eliminate accedono alla CAF Confederation Cup 2010.

## Fase a gruppi
Squadre qualificate:
- TP Mazembe
- Ismaily
- JSK
- Espérance Sportive de Tunis
- Dynamos
- Al-Ahly
- E. S. Setif
- Heartland F.C.

I sorteggi si sono svolti il 13 maggio 2010.

### Gruppo A
| Squadre      | G | V | N | P | GF | GS | DR | Pt |
| ------------ | - | - | - | - | -- | -- | -- | -- |
| Espérance ST | 6 | 4 | 1 | 1 | 9  | 4  | +5 | 13 |
| TP Mazembe   | 6 | 3 | 2 | 1 | 8  | 7  | +1 | 11 |
| ES Sétif     | 6 | 1 | 3 | 2 | 7  | 6  | +1 | 6  |
| Dynamos      | 6 | 1 | 0 | 5 | 2  | 9  | -7 | 3  |

|              | DYN | ESS | EST | TPM |
| ------------ | --- | --- | --- | --- |
| Dynamos      | –   | 1-0 | 0-1 | 0-2 |
| ES Sétif     | 3-0 | –   | 0-1 | 0-0 |
| Esperance ST | 1-0 | 2-2 | –   | 3-0 |
| TP Mazembe   | 2-1 | 2-2 | 2-1 | –   |

### Gruppo B
| Squadre        | G | V | N | P | GF | GS | DR | Pt |
| -------------- | - | - | - | - | -- | -- | -- | -- |
| JS Kabylie     | 6 | 4 | 2 | 0 | 6  | 2  | +4 | 14 |
| Al-Ahly        | 6 | 2 | 2 | 2 | 8  | 9  | -1 | 8  |
| Ismaily        | 6 | 2 | 0 | 4 | 7  | 8  | -1 | 6  |
| Heartland F.C. | 6 | 1 | 2 | 3 | 5  | 7  | -2 | 5  |

|            | AHL | HEA | ISM | JSK |
| ---------- | --- | --- | --- | --- |
| Al-Ahly    | –   | 2-1 | 2-1 | 1-1 |
| Heartland  | 1-1 | –   | 2–1 | 1-1 |
| Ismaily    | 4-2 | 1-0 | –   | 0-1 |
| JS Kabylie | 1-0 | 1-0 | 1-0 | –   |

## Semifinali
| Squadra 1  | Totale      | Squadra 2    | Andata | Ritorno |
| ---------- | ----------- | ------------ | ------ | ------- |
| Al-Ahly    | 2 - 2 (gfc) | Esperance ST | 2 - 1  | 0 - 1   |
| TP Mazembe | 3 - 1       | JS Kabylie   | 3 - 1  | 0 - 0   |

### Andata
| Arbitro: | Diatta |

|                            |           |             |
| Kaluyituka 88’ Kasongo 84’ | Marcatori | 68’ Yalaoui |

| Arbitro: | El Raay |

|                    |           |             |
| Fadl 38’ Fathy 68’ | Marcatori | 73’ Darragi |

### Ritorno
| Tizi Ouzou 16 ottobre , ore 21:15 CEST | JS Kabylie | 0 – 0 referto | TP Mazembe | 1er du Novembre 1954\| Arbitro: \| Damon \| |
| Arbitro:                               | Damon      |               |            |                                             |

| Arbitro: | Lamptey |

|            |           |  |
| Eneramo 1’ | Marcatori |  |

## Finale
| Squadra 1  | Totale | Squadra 2    | Andata | Ritorno |
| ---------- | ------ | ------------ | ------ | ------- |
| TP Mazembe | 6 - 1  | Esperance ST | 5-0    | 1-1     |

## Andata
| Arbitro: | Djaoupé |

|                                                   |           |  |
| Kasongo 75’ Kaluyituka 45+1’ (rig.) Singuluma 59’ | Marcatori |  |

## Ritorno
| Arbitro: | Bennett |

|           |           |                   |
| Afful 23’ | Marcatori | 69’ Kanda A Mukok |

## Campione
| Vincitore CAF Champions League 2010 |
| ----------------------------------- |
| TP Mazembe (quarto titolo)          |